# Boženiški urvič
Boženiški urvič je ruševna utvrda na sjevernim obroncima Lakaviškog grebena na zapadnu planine Balkan, 3 km južno od mjesta Boženica i 20 km od grada Botevgrada u Bugarskoj. Poznata je po Boženiškom natpisu. Nalazi se na visini od 750 m. 
Tajne utvrde otkrivene su 1918. godine, kada su nakon oluje ljudi otkrili srednjovjekovni Boženiški natpis među korijenima paloga stabla. 
Boženiški natpis najprije je pročitao i protumačio akademik Petar Mutafčiev. Istaknuo je da autor (pjesnik) natpisa "nije razmišljao o veličini površine. Počeo je s velikim slovima i počeo smanjivati veličinu slova i povećavati dužinu redaka kada je primijetio da nema dovoljno prostora...". Natpis glasi: 
```
"Ja Dragomir, napisao sam. Ja, sebast Ognjan, bio sam kefal cara Šišmana i i pretrpio sam mnogo zla.  U to smo se vrijeme borili s Turcima. Sačuvao sam svoje povjerenje u cara Šišmana."
```

Prema istraživačima, "sa svojom ekskluzivnošću, s povijesne i filološke točke gledišta, Boženiški natpis sebasta Ognjana obogaćuje »kameni arhiv« srednjovjekovne Bugarske.« Sebast (grč. σεβαστός, doslovno preuzvišeni) bila je bizantska titula, koja je u doba Komnena uvedena kao visoka dvorska titula, ali je kasnije izgubila na svom značaju. Ona se javlja u Bugarskoj (od 12. stoljeća) i Srbiji (od kraja 13. stoljeća), a korištena je kao osnova za nastanak drugih titula. Kefal (grč. κεφαλή; bug. kefaliя) je u Bizantskom Carstvu bio najviši predstavnik lokalne uprave u gradu i okolini.
Prema arheološkim istraživanjima provedenim 1972. godine, mjesto je naseljeno još od prapovijesti, ali prva oprema utvrde potječe od 5. do 6. stoljeća, kada je predstavljala jedinicu ranobizantskog obrambenoga sustava. Vrhunac razvoja utvrde bio je oko 13. – 14. stoljeća tijekom Drugog bugarskog Carstva, kada je podignut vanjski zid, koji je djelovao kao barijera sa sjevera, gdje se nalazi jedini ulaz iz sela Boženica. 
Do kraja 14. stoljeća, utvrda je služila kao sjedište bojara Ognjena, mjesnog guvernera (kefal) za vrijeme vladavine cara Ivana Šišmana (1371. – 1395.). Jedna od najznačajnijih zanimljivosti je cisterna za vodu duboka 10 met1ra, kao i špiljska kapela unutar utvrde. Skup srebrnih kovanica, koji datiraju iz vladavine Ivana Šišmana, otkrivene su u blizini vrata na dubini od 0,2-1,5 m. Stotine strelica i koplja, kao i kosturi vojnika, bili su sačuvani blizu zidina. Oni svjedoče o borbi između sebasta Ognjana i Turaka oko 1395. godine.
Godine 1966. srednjovjekovna tvrđava proglašena je mjestom od nacionalnog značaja.

## Galerija
- Boženiški urvič
- Boženiški urvič
- Boženiški urvič
- Boženiški natpis